# La novia de Chucky
Bride of Chucky (titulada al español como La Novia de Chucky) es una película de terror con toques de comedia dirigida por Ronny Yu y escrita por Don Mancini, siendo la cuarta entrega de la franquicia de Chucky: El Muñeco Diabólico. La película está protagonizada por Jennifer Tilly, Nick Stabile, Katherine Heigl y John Ritter; Brad Dourif vuelve a repetir su papel de las películas anteriores.
La historia sigue a Tiffany, la novia y cómplice del infame asesino Charles Lee Ray, resucitando al diabólico muñeco Chucky, quien la asesina y traspasa su alma al de una muñeca, aliándose para buscar nuevos cuerpos humanos que poseer.
A diferencia de las tres primeras películas de Chucky: El Muñeco Diabólico, en esta película es removido el personaje de Andy Barclay (el protagonista de las tres primeras películas) ya que esta entrega toma un giro marcadamente humorístico y a menudo, siendo una parodia autorreferencial. La película no continúa con el concepto de un niño siendo perseguido por un muñeco poseído que trata de transferir su alma; por lo que se ausentó el nombre de Chucky: El Muñeco Diabólico en el título. A partir de esta entrega y en adelante, la Palabra Chucky se convirtió en el título Oficial de la serie. En cambio, esta película se centra por completo en el personaje de Chucky como un antihéroe.
La novia de Chucky fue estrenada el 16 de octubre de 1998, recibiendo críticas mixtas de los críticos y recaudando más de $50 millones contra su presupuesto de producción de $25 millones, convirtiéndose en la película más taquillera de la franquicia de Chucky. Esta fue la última película de la serie en ser lanzada por Universal Pictures hasta el estreno de La maldición de Chucky en 2013.
Una quinta entrega, El hijo de Chucky, fue estrenada en 2004.

## Argumento
Un mes después de los eventos de Child's Play 3, Tiffany Valentine, la exnovia y antigua cómplice del asesino en serie Charles Lee Ray, adquiere los restos de Chucky el muñeco asesino de un policía, a quien asesina. Creyendo que el alma de Charles todavía habita en el muñeco, Tiffany vuelve a reconstruirlo y recita el hechizo vudú que había inculcado su alma dentro del muñeco hace diez años. Aunque su ritual inicialmente falla, Chucky cobra vida inesperadamente y con una almohada asfixia hasta la muerte al novio gótico de Tiffany, Damien Baylock, mientras ella observa con emoción.
Con la esperanza de continuar su relación, Tiffany le entrega a Chucky un anillo de diamantes que él le dejó la noche que fue asesinado. Al darse cuenta de que Tiffany creía que el regalo era un anillo de compromiso, Chucky explica que se lo robó a una de sus víctimas cuando era un notorio asesino en serie humano. Ambos tienen una discusión porque Tifanny pensó que Chucky deseaba casarse con ella. Al enterarse de que no tenía intención de hacerlo, una desconsolada Tiffany lo castiga encerrándolo en una cuna. Más tarde, ella le da una muñeca vestida de novia para burlarse de él.
Pronto, Chucky escapa de la cuna y asesina a Tiffany, electrocutándola en una bañera. Luego, traspasa su alma a la muñeca que anteriormente le habían dado quedando su cuerpo humano inservible en la bañera, revelándose su plan para recuperar un amuleto mágico que fue enterrado con el cadáver de Charles para transferir sus almas a los cuerpos del vecino de Tiffany, Jesse Miller, y su novia, Jade Kincaid. Tiffany le envía un mensaje a Jesse para que se lleve ambos muñecos a Hackensack, Nueva Jersey, a cambio de dinero. Sin embargo, el sobreprotector tío de Jade, el oficial Warren, coloca una bolsa de marihuana en la camioneta de Jesse para incriminarlo. Para evitar que sabotee su plan, cuando Warren se acerca al escuchar la risa de Tiffany, Chucky activa el airbag lanzando clavos en su rostro y presumiblemente matándolo, mientras Jesse y Jade vuelven para comenzar su viaje.
Luego, Jesse es detenido por el corrupto compañero de Warren, el oficial Norton, quien registra la camioneta y encuentra la marihuana. Cuando él regresa a su patrulla para reportarlo, Chucky coloca un trapo en el tanque de gasolina causando que el vehículo explote, matándolo en el proceso. Testigos de la explosión, Jesse y Jade huyen de la escena mientras comienzan a sospechar que uno de ellos podría haber causado el incidente, desconfiándose mutuamente para diversión de Chucky y Tiffany. Mientras Jesse y Jade están en un hotel, una pareja de estafadores roban su dinero y tienen relaciones sexuales en su habitación. Sin embargo, Tiffany los asesina brutalmente rompiendo el techo con una botella, dejando caer pedazos del cristal sobre su cuerpo.Chucky se impresiona de Tiffany, le propone matrimonio y ella llora de emoción. Chucky bromea diciendo que se siente como "Pinocho", dando referencia a que el acto de Tiffany lo dejó exitado, menciona que anatómicamente todo está en su lugar, desviste a Tiffany y comienzan a consumar su matrimonio. Mientras tienen relaciones sexuales, Tiffany le pregunta a Chucky si tenía preservativos, a lo que él responde que es de plástico y no tiene de qué preocuparse, luego Chucky le dice a Tiffany que lo bese y siguen intimando.
A la mañana siguiente, el cadáver de Tiffany es encontrado por la policía mientras que Jesse y Jade continúan su viaje con su mejor amigo, David, quien sabe de los recientes asesinatos y su plan para fugarse, revelando que ambos son los principales sospechosos de todas las muertes, y concluye que están equivocados. Dándose cuenta de su malentendido, Jesse y Jade se reconcilian mientras que David encuentra el cadáver del oficial Warren en el maletero, confrontando a la pareja. Chucky y Tiffany cobran vida y los toman de rehenes a punta de pistola, obligándolos a seguir conduciendo. David intenta alertar a un oficial de policía pero es instantáneamente atropellado por un camión. Horrorizados, Jesse y Jade se van con los muñecos.
Chucky y Tiffany le revelan su plan a la pareja, ordenándole a Jesse que robe una casa rodante para usarla como nuevo vehículo para evadir a la policía. Pronto, se produce una pelea entre los muñecos. Aprovechando la oportunidad, Jade encierra rápidamente a Tiffany en un horno mientras que Jesse avienta a Chucky por la ventana, causando que la casa rodante salga de la carretera y se estrelle en una zanja. Chucky secuestra a Jade, obligándola a ir al cementerio donde se encuentra la tumba de Charles, mientras que Jesse toma a una carbonizada Tiffany, siguiéndolos. En el cementerio, Chucky le ordena a Jade que abra su féretro y tome el amuleto a la vez que Jesse aparece con Tiffany para intercambiar rehenes, pero Chucky lanza un cuchillo en la espalda de Jesse y amordaza a la pareja para iniciar el ritual.
Cuando Chucky comienza el conjuro, Tiffany lo besa como una distracción y lo apuñala en la espalda con su propio cuchillo, diciendo que los dos deben morir. Sin embargo, Chucky la apuñala en el corazón, hiriéndola mortalmente. Luego, Jesse lo golpea con una pala, enviándolo a su propia tumba. Un investigador privado, el teniente Preston, aparece y es testigo de la escena. Jade agarra su arma y le dispara repetidas veces a Chucky en el pecho, matándolo antes de que él revele que resucitará muy pronto. Después de contactar a la policía sobre la inocencia de Jesse y Jade, el teniente Preston envía a la pareja de regreso a casa. Mientras inspecciona el cuerpo de Tiffany, ella despierta y, antes de morir, da a luz a un bebé muñeco (Glen), que se levanta para atacar al teniente Preston, quien termina muerto, revelando que Tiffany quedó embarazada después de la noche de pasión que tuvo con Chucky, sin que ella o él se dieran cuenta.

## Reparto
- Brad Dourif como Chucky.
- Jennifer Tilly como Tiffany Valentine.
- Nick Stabile como Jesse Miller.
- Katherine Heigl como Jade Kincaid.
- John Ritter como el oficial Warren Kincaid.
- Gordon Michael Woolvett como David Collins.
- Lawrence Dane como el teniente Preston.
- Alexis Arquette como Damien Baylock.
- Michael Louis Johnson como el oficial Norton.
- James Gallanders como Russ.
- Janet Kidder como Diane.
- Vince Corazza como el oficial Robert Bailey.
- Kathy Najimy como la mucama del hotel.

## Lanzamiento
Bride of Chucky fue estrenada el 16 de octubre de 1998 en Norteamérica, recaudando $11.8 millones en su primer fin de semana, con un total de $32.4 millones en los Estados Unidos y $18.3 millones a nivel internacional, recaudando un total de $50.7 millones a nivel mundial, convirtiéndose en la película más taquillera de la franquicia de Child's Play y la segunda película de Chucky más exitosa financieramente en los Estados Unidos.
Para promover la película, Chucky hizo una aparición en un episodio de la WCW Monday Nitro; interrumpió una promoción entre Gene Okerlund y Rick Steiner y, además, mencionó que esperaba que Scott Steiner ganara un próximo campeonato entre los hermanos.

## Recepción

### Crítica
En Rotten Tomatoes, la película tiene una calificación aprobatoria del 46% basada en 35 comentarios, con una calificación promedio de 5.4 sobre 10. En Metacritic, la película tiene una puntuación de 48 sobre 100, basada en 17 comentarios, indicando "críticas mixtas o promedio". Audiencias encuestadas por CinemaScore le dieron a la película una calificación promedio de "B" en una escala de A+ a F.

### Premios
| Premio                     | Categoría                  | Ganador/Nominado | Resultado |
| -------------------------- | -------------------------- | ---------------- | --------- |
| Premios Saturn             | Mejor película de terror   | Bride of Chucky  | Nominada  |
| Premios Saturn             | Mejor actriz               | Jennifer Tilly   | Nominada  |
| Premios Saturn             | Mejor guionista            | Don Mancini      | Nominada  |
| Fantafestival              | Mejor actriz               | Jennifer Tilly   | Ganadora  |
| Fantafestival              | Mejores efectos especiales | Bride of Chucky  | Ganadora  |
| Festival de cine Gérardmer | Premio especial del jurado | Ronny Yu         | Ganadora  |
| MTV Movie & TV Awards      | Mejor villano              | Chucky           | Nominada  |

## En la cultura popular
- El guante de Freddy Krueger de A Nightmare on Elm Street, la máscara de Jason Voorhees de Friday the 13th, la máscara de Michael Myers de Halloween, la motosierra de Leatherface de The Texas Chainsaw Massacre y las marionetas de Puppet Masteraparecen durante la tormenta eléctrica.
- Chucky comenta: "¿Por qué esto se me hace tan familiar?" durante la muerte del oficial Warren, en referencia al cenobita Pinhead de Hellraiser.